# ريغي غرابوسكي
ريغي غرابوسكي (بالإنجليزية: Reggie Grabowski)‏ هو لاعب كرة قاعدة أمريكي، ولد في 16 يوليو 1907 في سيراكيوز في الولايات المتحدة، وتوفي بنفس المكان في 2 أبريل 1955.

## وصلات خارجية
- ريغي غرابوسكي على موقعبيزبول رفرنس.كوم (الدوري الرئيسي) (الإنجليزية)
- ريغي غرابوسكي على موقعبيزبول رفرنس.كوم (الدوري الثانوي) (الإنجليزية)